# Sandling
Sandling – osada w Anglii, w hrabstwie Kent, w dystrykcie Folkestone and Hythe. Leży 42 km na południowy wschód od miasta Maidstone i 95 km na południowy wschód od centrum Londynu.